# بنيامين تابارت
كان بنيامين تابارت ( 1767-1833 ) ناشرًا للغة الإنجليزية وبائعًا لمكتبة الأحداث في نيو بوند ستريت، لندن. كتب العديد من الكتب في قائمته بنفسه. في عصر المواعظ وأدب الأطفال، نشر الكثير من حكايات وقصص الحضانة والكتب الصغيرة. له أول نسخة مطبوعة (1804) وهي قصة جاك وشجرة الفاصولياء .
المراجع القياسية لإنتاج تابارت هي مارجوري مون، مكتبة بنيامين تابارت للأحداث: قائمة مراجع لكتب الأطفال تم نشرها وكتابتها وتحريرها وبيعها من قبل السيد تابارت، 1801-1820 . (وينشستر: المراجع بولس سانت) 1990.

## وصلات خارجية
1. ↑  Tabart's Collection of Popular Stories for the Nursery نسخة محفوظة 5 October 2007 على موقع واي باك مشين. (1804, 1812). [وصلة مكسورة]